# 蓝喉拟啄木鸟
蓝喉拟啄木鸟（学名：[Psilopogon asiaticus] 错误：{{Lang}}：文本有斜体标记（帮助））为鬚鴷科擬啄木屬的鸟类。该物种的模式产地在印度。

## 亚种
- 蓝喉拟啄木鸟指名亚种（学名：[Psilopogon asiaticus asiatica] 错误：{{Lang}}：文本有斜体标记（帮助））。在中国大陆，分布于云南等地。该物种的模式产地在印度。[4]
- 蓝喉拟啄木鸟云南亚种（学名：[Psilopogon asiaticus davisoni] 错误：{{Lang}}：文本有斜体标记（帮助））。在中国大陆，分布于云南等地。该物种的模式产地在缅甸。[5]